# Carcinoma odontogênico de células fantasmas
O carcinoma odontogênico de células fantasmas (COCF) é uma neoplasia odontogênica maligna extremamente rara. Apesar de o tumor poder ter origem de novo, ele surge frequentemente de outros cistos e tumores odontogênicos benignos.O COCF é considerado a contraparte maligna do cisto odontogênico calcificante ou do tumor dentinogênico de células fantasma.

## Sinais e sintomas
Clinicamente, o COCF é um tumor de crescimento lento. Alguns dos sinais e sintomas relacionados a ele são:
- Edema
- Ulceração
- Dor
- Parestesia
- Mobilidade dentária
- Reabsorção dentária ou deslocamento das raízes
- Invasão dos tecidos moles adjacentes

## Aspectos radiográficos e histológicos
Radiograficamente, o tumor é caracterizado por ser radiolúcido ou misto, contendo áreas radiolúcidas e radiopacas, com a radiopacidade sendo causada por formação dentinoide ou pela mineralização das células fantasma. O diagnóstico diferencial da radiografia ou TCFC varia a depender do estágio de calcificação do tumor.
Histologicamente, o COCF possui:
- Padrão de crescimento infiltrativo, associado a queratinização de células fantasma;
- Áreas de formação de tecido dentinoide;
- Evidências de transformação maligna, como pleomorfismo celular, hipercromatismo, figuras mitóticas anormais, e áreas de necrose, podendo ou não haver invasão vascular ou perineural.

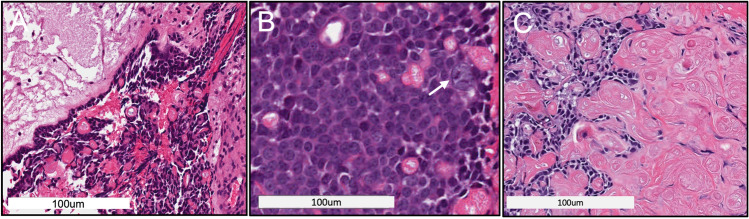
Biópsia incisional, em HE: A Secção de tecidos moles mostrando ilhotas tumorais com células basaloides hipercromáticas misturadas a células fantasma; B Células hipercromáticas atípicas e figuras mitóticas anormais (seta); C Áreas de queratinização de células fantasma.

O termo "células fantasma" é usado para descrever células epiteliais pálidas, eosinofílicas, anucleadas ou com uma sombra muito tênue do núcleo, e que são vistas tanto no COCF quanto no cisto odontogênico calcificante, embora possam ser encontradas em outros tumores odontogênicos como odontomas e até em tumores não odontogênicos como craniofaringioma e pilomatricomas. Teoriza-se que essas células são uma forma de apoptose no epitélio odontogênico, ou uma forma aberrante de queratinização que não é corada por hematoxilina-eosina.

## Causas
O COCF é considerado uma contraparte maligna do cisto odontogênico calcificante ou do tumor dentinogênico de células fantasmas. Mutações genéticas frequentemente associadas incluem dos genes TP53, CTNNB1 (β-catenina), Ki67 e APC.

## Epidemiologia
Afeta normalmente indivíduos na quarta década de vida, com predileção por homens (3,4:1) e asiáticos (37,5%). Afeta mais a maxila do que mandíbula, especialmente a região anterior.

## Diagnóstico
O diagnóstico do COCF se dá pelo exame anatomopatológico e confirmação de malignidade. Outros tumores de células claras, odontogênicos ou não, podem servir para o diagnóstico diferencial.

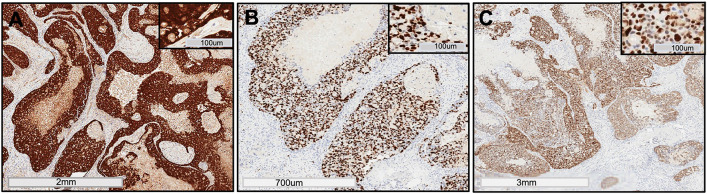
Perfil imuno-histoquímico: células tumorais mostraram expressão positiva de A Beta-catenina; B Ki67; C p53.

A imuno-histoquímica pode ajudar a determinar o perfil tumoral. Marcadores comuns são beta-catenina, Ki67 e p53.

## Prognóstico e tratamento
O principal tratamento é cirúrgico. Tratamentos adjuvantes como a radioterapia e a dissecção de linfonodos de cabeça e pescoço também podem ser empregados. Por ser um tumor agressivo de alta taxa de recidiva, em 63% dos casos, recomenda-se a ressecção total do tumor.
Metástases a distância podem ocorrer na minoria dos casos, 14,6%, sendo os pulmões (10,4%) e o cérebro (4,2%) as regiões mais afetadas.
Em casos em que a ressecção total não é possível, a quimioterapia pode ser usada no controle da doença. Um caso clínico relata sucesso no uso de imunoterapia com toripalimabe e quimioterapia com albumina-paclitaxel e cisplatina associadas.
A taxa de sobrevida global em 5 anos é de 73%.